# Nothin' Shakin' (But the Leaves on the Trees)
"Nothin' Shakin' (But the Leaves on the Trees)" is een nummer van de Amerikaanse acteur en zanger Eddie Fontaine. Het nummer verscheen op 14 juli 1958 als single.

## Achtergrond
"Nothin' Shakin' (But the Leaves on the Trees)" is geschreven door Fontaine, Cirino Colacrai, Diane Lampert en John Gluck jr. Fontaine nam het nummer in 1958 voor het eerst op voor het platenlabel Sunbeam Records. Sunbeam bracht het nummer uit als single en voegde het orkest van Arnie Goland toe als artiest. De single bereikte plaats 64 in de Amerikaanse Billboard Hot 100.
"Nothin' Shakin' (But the Leaves on the Trees)" is gecoverd door een aantal artiesten. In 1972 behaalde Billy Craddock de tiende plaats in de Amerikaanse countrylijst met zijn versie van het nummer. Een andere bekende versie is afkomstig van The Beatles, die het in het begin van hun carrière vaak speelden tijdens hun concerten. Een versie die werd opgenomen in de Star-Club verscheen in 1977 op het livealbum Live! at the Star-Club in Hamburg, Germany; 1962. Op 10 juli 1963 nam de band het nummer op voor het BBC-radioprogramma Pop Go The Beatles, dat op 23 juli werd uitgezonden. Deze versie verscheen in 1994 op het album Live at the BBC. Ook Billy Fury heeft het nummer gecoverd op de B-kant van zijn single "I Will" uit 1964.